# Heliona prima
Heliona prima är en insektsart som först beskrevs av Irena Dworakowska 1981.  Heliona prima ingår i släktet Heliona och familjen dvärgstritar.
Artens utbredningsområde är Nigeria. Inga underarter finns listade i Catalogue of Life.